# Deltagande aktionsforskning
Deltagande aktionsforskning är en experimentell forskningsmetod för interventioner, utveckling och förändring i och av en praktisk situation. I forskningsprocessen deltar forskare tillsammans med praktiker i utveckling av frågeställning, metod, deltagande och analys för att systematiskt genomföra och utvärdera en förändring av praktiken. Forskare kan även fungera som handledare till en grupp praktiker, lärare eller sjuksköterskor som vill utveckla sitt sätt att arbeta.
Deltagande aktionsforskning är alltså inte knuten till någon särskild metod utan kan ses som ett självbestämmande sammanhang där flera metoder kan ingå eller skapas. En nackdel kan vara att forskningens resultat kan vara svåra att överföra på någon annan grupp och praktik eftersom grupper och situationer kan skilja sig åt. Deltagande aktionsforskning är dock ett sätt att sammanföra teori och praktik, deltagarna är både drivande av forskningen och objekt i det samma, forskningen ses därför både som ett sätt att öka kunskap och praktikernas medvetenhet. Ett exempel är sjuksköterskan som börjar lyssna till hur hennes patienter upplever sjukhusvistelsen och upptäcker genom lyssnandet att hon förbättras i sin praktik som sjuksköterska. Patienterna upplever samtidigt att de blir sedda, vilket leder till en mer positiv patientupplevelse och därmed till en bättre totalupplevelse.
Aktionsforskning som begrepp introducerades av socialpsykologen Kurt Lewin. Han beskrev forskningsprocessen som en spiral där varje varv består av tre steg, planering, aktion och reflektion av aktionens resultat. Denna spiral kan idag se ut på olika sätt, i vissa spiraler ingår utöver dessa tre även att formulera en fråga, studera processen, beskriva resultat men också tolka och analysera innan det är dags för reflektion.

## Samhällsbaserad deltagande aktionsforskning
Denna typ av forskning är en variant av deltagande aktionsforskning och bygger på ett intresse i frågor som berör samhället eller organisationen som individen verkar i. Här samarbetar praktiker och forskare även med olika samhällsorgan och beslutsfattare, exempelvis kommun och landsting. Problemet eller frågeställningen som kommer att utvecklas till denna typ av aktionsforskning fångas upp av människor som är intresserade att göra någonting åt problemet, dessa intressenter kommer sedan finnas med i hela forskningsprocessen.  
Forskaren har problemlösande fokus och deltar tillsammans med berörda individer genom aktion och reflektion för att förbättra den aktuella situationen. Alla deltagare bidrar med sina unika kompetenser och erfarenheter för att öka förståelsen av det aktuella fenomenet eller problemet och genom aktion tillsammans nå en förbättring.
Koch och Kralik (2006), forskare som använt metoden inom vårdämnet, karakteriserar samhällsbaserad deltagande aktionsforskning så här: Den är demokratisk och alla individer är möjliga deltagare, den är rättvis och ser alla människor som lika mycket värda, den är befriande och främjar livet då människor får möjlighet att uttrycka sin fulla potential.

## Samhällsbaserad deltagande aktionsforskning inom folkhälsoområdet
För att främja folkhälsa och skapa en framgångsrik prevention krävs samverkan mellan teori och praktik, teoretiska modeller blir till praktik och ett preventionsprogram kan utvecklas. Att arbeta preventivt med alkoholkonsumtionen är någonting som både samhället och individen skulle må bättre av, därför skulle alkoholproblematiken kunna utgöra ett ämne för samhällsbaserad deltagande aktionsforskning. Detta ses som ett sätt att utveckla dagens insatser inom alkoholprevention genom att studera och förbättra dem vetenskapligt.